# Masterpiece (album de Just-Ice)
Pour les articles homonymes, voir Masterpiece (homonymie).
Albums de Just-Ice
The Desolate One
(1989) Gun Talk
(1993)
Masterpiece est le quatrième album studio de Just-Ice, sorti en 1990.
L'album s'est classé 73e au Top R&B/Hip-Hop Albums.

## Liste des titres
| No  | Titre                                             | Contient un (des) sample(s) de                                                        | Durée |
| --- | ------------------------------------------------- | ------------------------------------------------------------------------------------- | ----- |
| 1.  | Get Into Something                                |                                                                                       | 3:40  |
| 2.  | The Ice Man Commeth                               |                                                                                       | 3:33  |
| 3.  | Flavor                                            |                                                                                       | 5:02  |
| 4.  | The Music                                         |                                                                                       | 4:27  |
| 5.  | Slow, Low and Dope                                | Raptivity de Ronnie Gee The New Style des Beastie Boys Pee-Wee's Dance de Joeski Love | 3:41  |
| 6.  | Keep to Myself                                    |                                                                                       | 4:13  |
| 7.  | Rollin' with the Just                             | Firecracker du Yellow Magic Orchestra                                                 | 3:30  |
| 8.  | Round-N-Round                                     |                                                                                       | 5:09  |
| 9.  | Tell It Like It Is                                |                                                                                       | 5:08  |
| 10. | I Write This in the Dark (featuring Angela Stone) |                                                                                       | 4:47  |